# 6927 Тонеґава
6927 Тонеґа́ва (6927 Tonegawa) — астероїд головного поясу, відкритий 2 жовтня 1994 року.
Тіссеранів параметр щодо Юпітера — 3,560.
Названо на честь Сусуму Тонеґави (яп. とねがわ(利根川) тонеґава).